# Gary Hamel

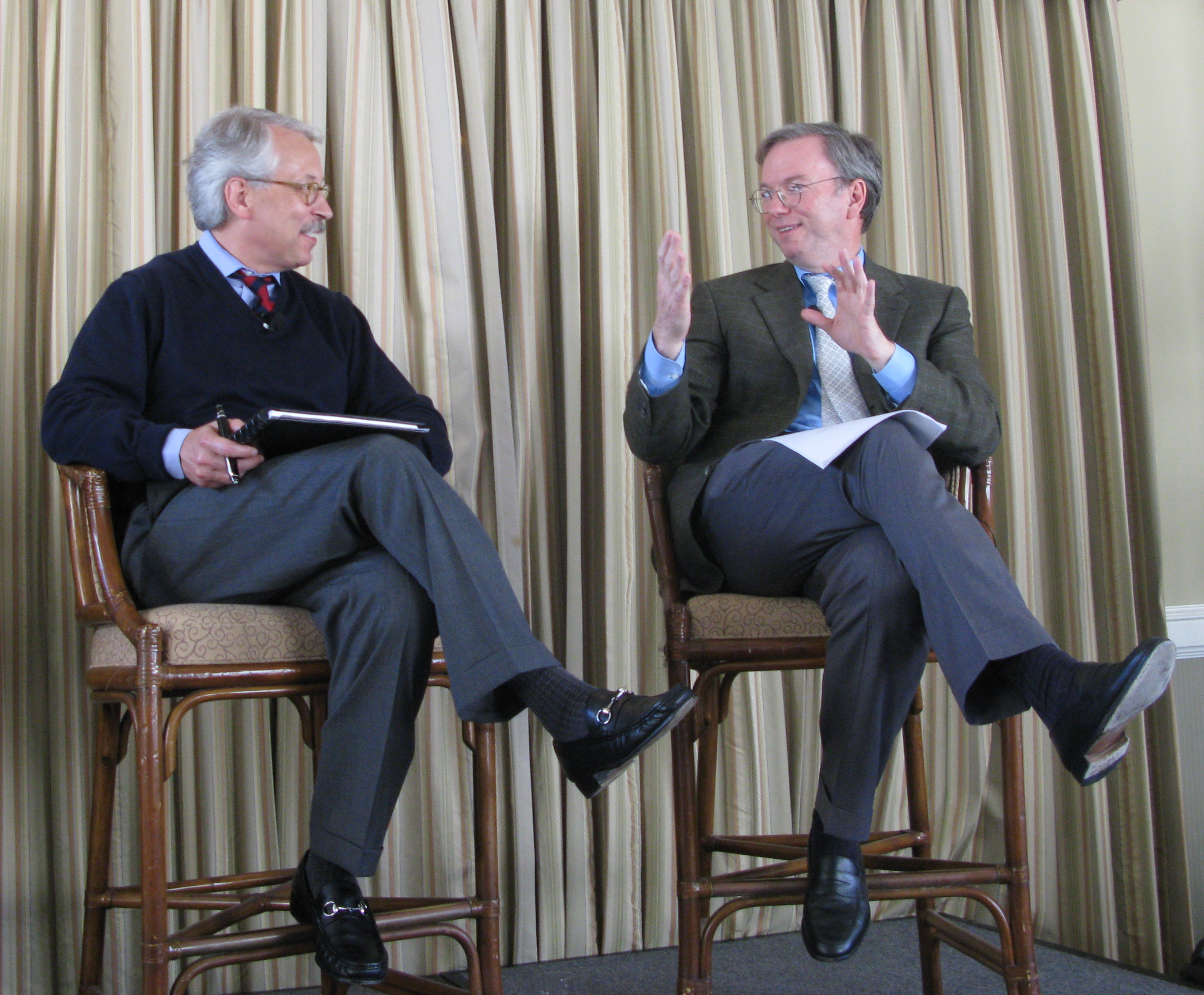
Gary Hamel (l.) interviewt Eric Schmidt (2008)

Gary Hamel (* 1954) ist ein amerikanischer Ökonom und Unternehmensberater.

## Leben
Gary Hamel, Absolvent der Ross School of Business an der University of Michigan, ist der Leiter von Strategos, einer Consulting-Firma mit Sitz in Chicago, Illinois, und Gastprofessor für Strategiemanagement an der London Business School (LBS). Ferner ist Hamel Direktor des Woodside Institutes, einer gemeinnützigen Forschungsstiftung in Woodside (California). Hamel gilt als einer der einflussreichsten Managementdenker.
Früher arbeitete Hamel auch als Gastprofessor für International Business an der University of Michigan (Ph.D. 1990) und der Harvard Business School.

## Arbeiten
In dem gemeinsam mit C. K. Prahalad erarbeiteten Buch Competing for the Future untersucht Hamel zwei Wege zur Verbesserung der Wirtschaftlichkeit von Unternehmen: Wachstum und Kostensenkung. Eine der Kernthesen besteht darin, dass, obwohl es diese zwei Möglichkeiten gibt, sich die meisten Unternehmen auf Kostensenkung konzentrieren. Hamel und Prahalad sehen darin einen „Mangel an Vision“, der zu Klein-Klein-Strategien, statt zu Wachstum führe.
Zur Änderung schlagen sie vor, eine Vision davon zu entwickeln, was (noch) nicht vorhanden ist, und eine Strategie zu erarbeiten, wie man dorthin gelangen kann. Diese strategische Absicht (strategic intent) zwingt dann die Organisation, über den Tellerrand von heute hinauszusehen. Hamel und Prahalad definieren Strategic Intent als einen ehrgeizigen und unwiderstehlichen Traum, der Antrieb gibt. Er stellt die emotionale und intellektuelle Energie für die Reise in die Zukunft zur Verfügung.
Dem Konzept der strategischen Anpassung an die Umwelt (strategic fit) stellen sie somit ein zweites Konzept der strategischen Ausdehnung (strategic stretch) an die Seite und behaupten, dass langfristiger Erfolg von der angemessenen Verwendung beider abhängt.
Darüber hinaus gilt Hamel, zusammen mit C. K. Prahalad, als Urheber des Konzepts der Kernkompetenzen, außergewöhnlichen, seltenen Kombinationen von Ressourcen und Fähigkeiten, die auf verschiedenen Märkten anwendbar sind, wesentlichen Anteil am wahrgenommenen Wert des Produktes haben und schwierig kopierbar sind.

## Schriften
- The Core Competence of the Corporation, Harvard Business Review 1990
- Strategy as Revolution, Harvard Business Review 1996
- Competing for the future, Harvard Business School Press 1997
- Leading the Revolution, Harvard Business School Press 2000
- mit Bill Breen: The Future of Management, Harvard Business School Press, Boston 2007, ISBN 978-1422-10250-3.
- What matters now, Jossey Bass John Wiöey & Sons Inc., San Francisco 2012
  - deutsche Ausgabe Worauf es jetzt ankommt. Erfolgreich in Zeiten kompromisslosen Wandels, brutalen Wettbewerbs und unaufhaltsamer Innovation. Wiley-VCH Verlag, Weinheim 2013, ISBN 978-3-52750713-9.